# Polypterus
Polypterus is een geslacht van straalvinnige vissen uit de familie van de kwastsnoeken (Polypteridae).

## Soorten en ondersoorten
- Polypterus ansorgii Boulenger, 1910
- Polypterus bichir
  - Polypterus bichir bichir Lacépède, 1803
  - Polypterus bichir katangae Poll, 1941
  - Polypterus bichir lapradei Steindachner, 1869
- Polypterus congicus Boulenger, 1898
- Polypterus delhezi Boulenger, 1899
- Polypterus endlicherii Heckel, 1847
  - Polypterus endlicheri congicus Boulenger, 1898
  - Polypterus endlicheri endlicheri Heckel, 1847
- Polypterus mokelembembe Schliewen & Schäfer, 2006[1]
- Polypterus ornatipinnis Boulenger, 1902 – Prachtvinkwastsnoek
- Polypterus palmas
  - Polypterus palmas buettikoferi Steindachner, 1891
  - Polypterus palmas palmas Ayres, 1850
- Polypterus polli Gosse, 1988
- Polypterus retropinnis Vaillant, 1899
- Polypterus senegalus Cuvier, 1829
  - Polypterus senegalus meridionalis Poll, 1941
  - Polypterus senegalus senegalus Cuvier, 1829
- Polypterus teugelsi Britz, 2004
- Polypterus weeksii Boulenger, 1898

## Uitgestorven soort
- Polypterus faraou † Otero et al., 2006 — Laat-Mioceen